# Complete game
Complete game (förkortat CG) är en statistisk kategori i baseboll.
En complete game innebär helt enkelt att en pitcher pitchar en hel match från dess början till dess slut utan att bli utbytt mot en avbytare. Om pitchern dessutom lyckas hålla nollan kallas det en shutout.

## Major League Baseball

### Definition
Det finns ingen officiell definition av en complete game i Major League Baseballs (MLB) officiella regler. Däremot framgår det av paragraf 7.01(c) i reglerna att en MLB-match måste vara minst fem inningar för att räknas. Fem inningar kan alltså räcka för en complete game. Å andra sidan, om en match går till förlängning, måste pitchern som pitchat de första nio inningarna fortsätta pitcha tills matchen är slut för att få en complete game.

### Utveckling
Under MLB:s första år, i slutet av 1800-talet och början av 1900-talet, var det ovanligt att den pitcher som startade en match inte också avslutade den. Man förväntades slutföra de matcher man påbörjade och avbytare användes endast sporadiskt. Sedan dess har antalet complete games sjunkit dramatiskt. 1901 var till exempel andelen complete games 86,2 % av alla starter, medan andelen 2023 hade sjunkit till 0,7 %. För dagens klubbar, som spelar 162 matcher i grundserien, innebär det bara i snitt en till två complete games per säsong för alla klubbens pitchers tillsammans, och det är numera sällsynt att någon pitcher i MLB når fem complete games under en säsong. Som jämförelse var det så sent som på 1980-talet inte ovanligt att bra pitchers hade 10–15 complete games per säsong. 1980 pitchade Rick Langford 22 raka complete games, något som skulle vara helt otänkbart i dag. Den senaste pitchern som nådde tio complete games under en säsong var James Shields 2011, den senaste som nådde 15 var Curt Schilling 1998, den senaste som nådde 20 var Fernando Valenzuela 1986, den senaste som nådde 25 var Rick Langford 1980 och den senaste som nådde 30 var Catfish Hunter 1975.
Dagens tränare lägger stor vikt vid antalet kast som pitchern har kastat i matchen och låter det avgöra när pitchern ska bytas ut, även om pitchern ännu verkar pitcha bra. Risken för förslitningsskador på pitcherns kastarm bedöms alltför stor efter att han kastat 100–120 kast i en match.

### Tio i topp
| Nr     | Pitcher              | Säsonger             | CG  |
| ------ | -------------------- | -------------------- | --- |
| 1      | Cy Young†            | 1890–1911            | 749 |
| 2      | Pud Galvin†          | 1879–1892            | 639 |
| 3      | Tim Keefe†           | 1880–1893            | 554 |
| 4      | Walter Johnson†      | 1907–1927            | 531 |
| 4      | Kid Nichols†         | 1890–1901, 1904–1906 | 531 |
| 6      | Mickey Welch†        | 1880–1892            | 525 |
| 7      | Old Hoss Radbourn†   | 1881–1891            | 489 |
| 8      | John Clarkson†       | 1882, 1884–1894      | 485 |
| 9      | Tony Mullane         | 1881–1884, 1886–1894 | 468 |
| 10     | Jim McCormick        | 1878–1887            | 466 |
| Nr     | Bästa aktiva pitcher | Säsonger             | CG  |
| >1 000 | Justin Verlander*    | 2005–2020, 2022–     | 26  |

| Nr   | Pitcher              | Säsong | CG |
| ---- | -------------------- | ------ | -- |
| 1    | Will White           | 1879   | 75 |
| 2    | Old Hoss Radbourn†   | 1884   | 73 |
| 3    | Pud Galvin†          | 1883   | 72 |
| 3    | Guy Hecker           | 1884   | 72 |
| 3    | Jim McCormick        | 1880   | 72 |
| 6    | Pud Galvin†          | 1884   | 71 |
| 7    | John Clarkson†       | 1885   | 68 |
| 7    | John Clarkson†       | 1889   | 68 |
| 7    | Tim Keefe†           | 1883   | 68 |
| 10   | Bill Hutchison       | 1892   | 67 |
| Nr   | Bästa aktiva pitcher | Säsong | CG |
| >500 | Sandy Alcántara*     | 2022   | 6  |
| >500 | Zack Greinke*        | 2009   | 6  |
| >500 | Clayton Kershaw*     | 2014   | 6  |
| >500 | Chris Sale*          | 2016   | 6  |
| >500 | Justin Verlander*    | 2012   | 6  |

* Aktiva spelare i MLB i fet stil

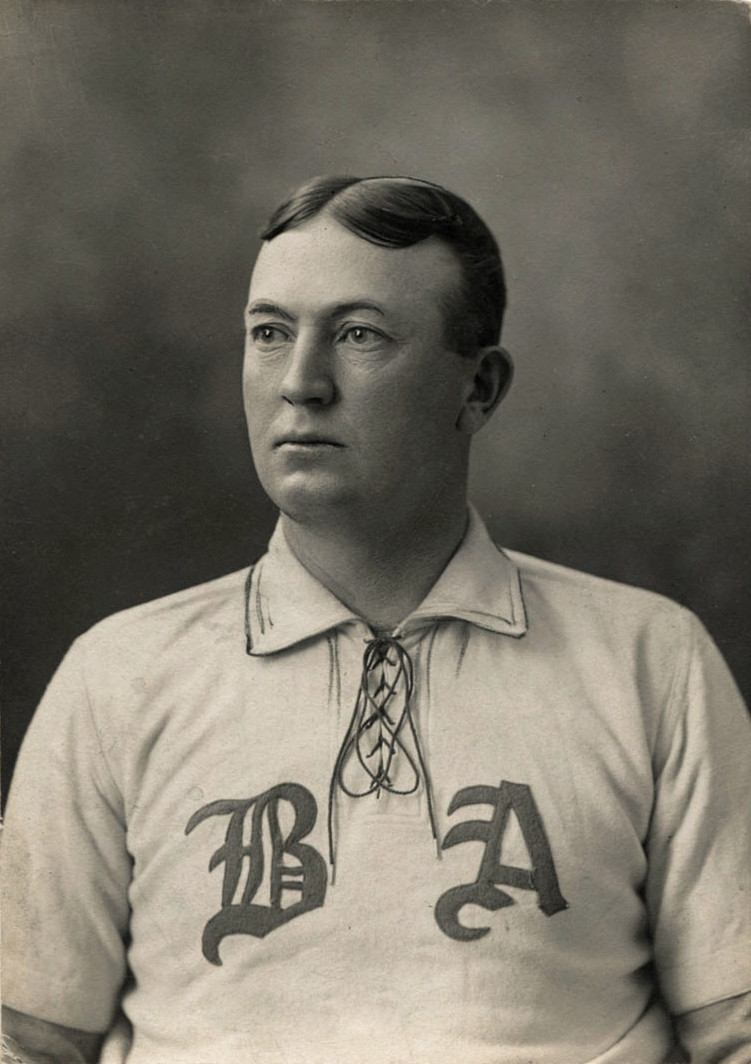
Cy Young har flest complete games under karriären.

† Spelare invalda i National Baseball Hall of Fame
1. ↑  Enligt Baseball-Reference.com hade Kid Nichols 532 complete games
2. ↑  Enligt Baseball-Reference.com hade Old Hoss Radbourn 488 complete games

### Övriga rekord
Jack Taylor pitchade 187 complete games i rad från och med den 20 juni 1901 till och med den 9 augusti 1906.
Rookie-rekordet för flest complete games under en säsong är 66, satt av Jim Devlin 1876 och tangerat av Matt Kilroy 1886.
Den pitcher som flest säsonger haft flest complete games i sin liga är Warren Spahn, som ledde National League (NL) nio olika säsonger.
När det gäller slutspel är den pitcher som har flest complete games under karriären Bill Foster med 17. Ser man enbart till World Series och Negro World Series är rekordet för flest complete games under karriären tio, satt av Christy Mathewson.